# Nambugun
Pour plus de détails, voir Fiche technique et Distribution.
Nambugun (남부군) est un film sud-coréen réalisé par Jeong Ji-yeong, sorti en 1990.

## Synopsis
Lee Tae, correspondant de guerre lors de la guerre de Corée rejoint l'armée nord-coréenne et est blessé. Il est soigné par l'infirmière Park Min-ja.

## Fiche technique
- Titre : Nambugun
- Titre original : 남부군
- Réalisation : Jeong Ji-yeong
- Scénario : Jang Sun-woo d'après les mémoires de Lee Tae
- Musique : Shin Pyong-ha
- Photographie : You Yong-kil
- Montage : Kim Hyeon
- Production : Jeong Ji-yeong
- Société de production : Nam Productions
- Pays :  Corée du Sud
- Genre : Guerre et biopic
- Durée : 157 minutes
- Dates de sortie : 
  -  Corée du Sud : 2 juin 1990

## Distribution
- Ahn Sung-ki : Lee Tae
- Choi Jin-sil : Park Min-ja
- Choi Min-soo : Kim Yeong
- Lee Hye-yeong : Kim Hui-suk
- Kang Tae-Ki : le commandant Choi
- Kim Han-seob : Hwang Dae-yong
- Jo Hyeong-gi : Bong Maeng
- Dokgo Young-jae : Yi Bong-gak
- Sin Yun-jeong : Lily la blanche
- Heo Gi-ho : Kim Geum-il
- Mun Chang-geun : Heron
- Na Ki-su : Seong Man-seok
- Park Hong-geun : Ha Dong-mu
- Nam Po-dong : Seon Yo-won
- Park Yong-pal : Ju Seong-il
- Seung-hwa Jang : Bang Jun-pyo
- An Jong-hwan : Bak Hyeong-gyu
- Bae Byeong-su : Yi Dong-gyu
- Jang Byeong-jo : Yang Ji-ha
- Choe Myeong-suk : Choe Mun-hui
- Lim Dae-ho : le camarade Ma
- Lim Chang-jung : Jeon Se-yong
- Cha Yang-hui : Bak Gi-seo
- Kim Yeong-sin : Heo In-seon
- Jo Byeong-gon : Ji Sa-jang
- Lee Jin-woo : Sin Yeong-gyun
- Jeon Beom-su : Go Hak-jin
- Park Jung-soo : le camarade Myeong-ja
- Mi-seon Hwang : An Gyeong-hui

## Distinctions
Le film a été nommé pour cinq Blue Dragon Film Awards et en a gagné quatre : meilleur réalisateur, meilleur acteur de Ahn Sung-ki, meilleure actrice pour Choi Jin-sil et meilleur second rôle pour Choi Min-soo.